# L
L je trinajsta črka slovenske abecede.

## Pomeni
- L je v fiziki in termodinamiki redkejša oznaka za delo, oziroma delo tlaka, absolutno delo, prostorninsko delo.
- Lt je v fiziki in termodinamiki redkejša oznaka za tehnično delo.
- L je v fiziki v angleški literaturi pogosto oznaka za vrtilno količino
- L ima kot rimska številka vrednost petdeset.
- L je mednarodna avtomobilska oznaka za Luksemburg.